# 軍艦巻

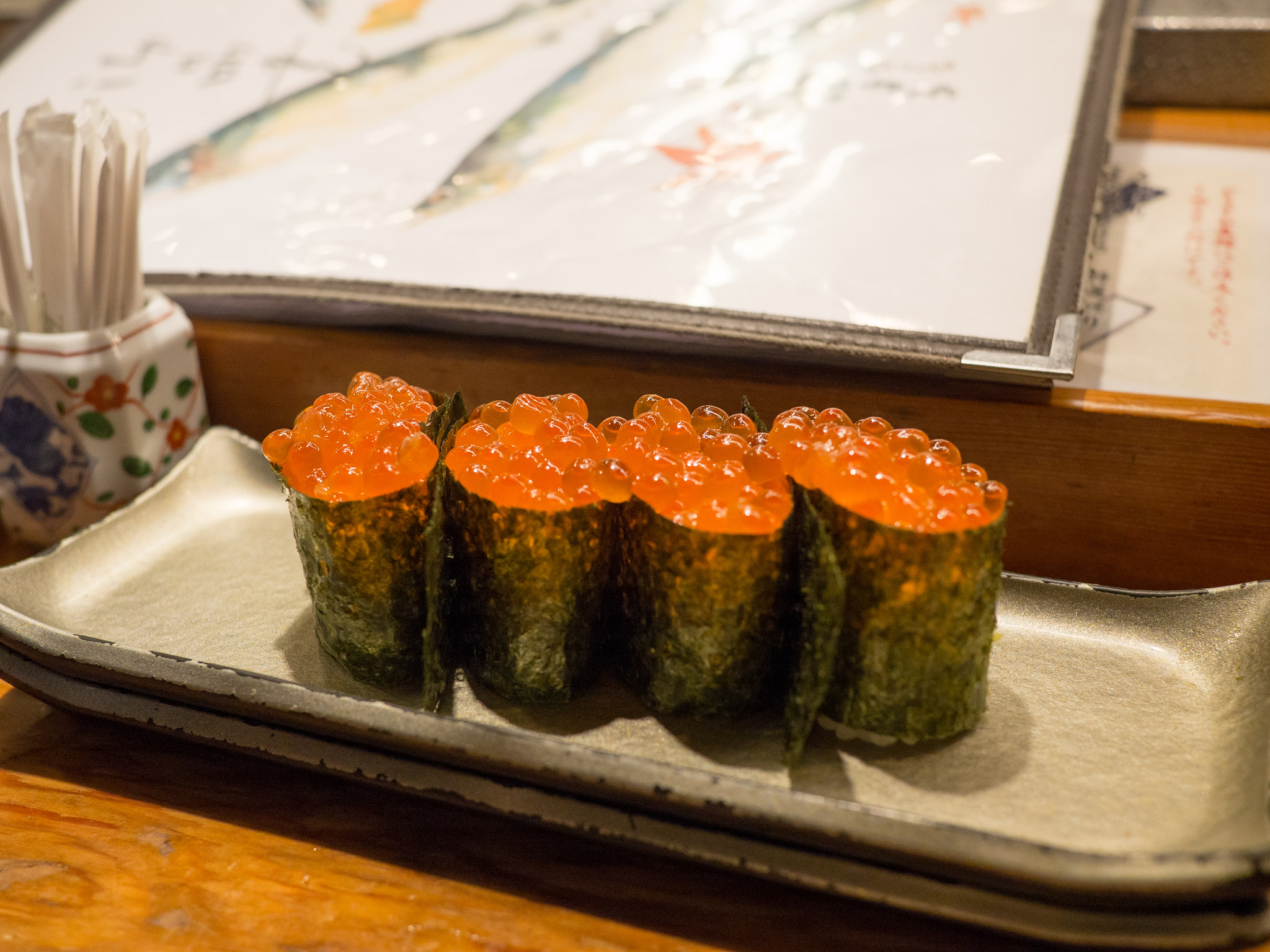
イクラの軍艦巻

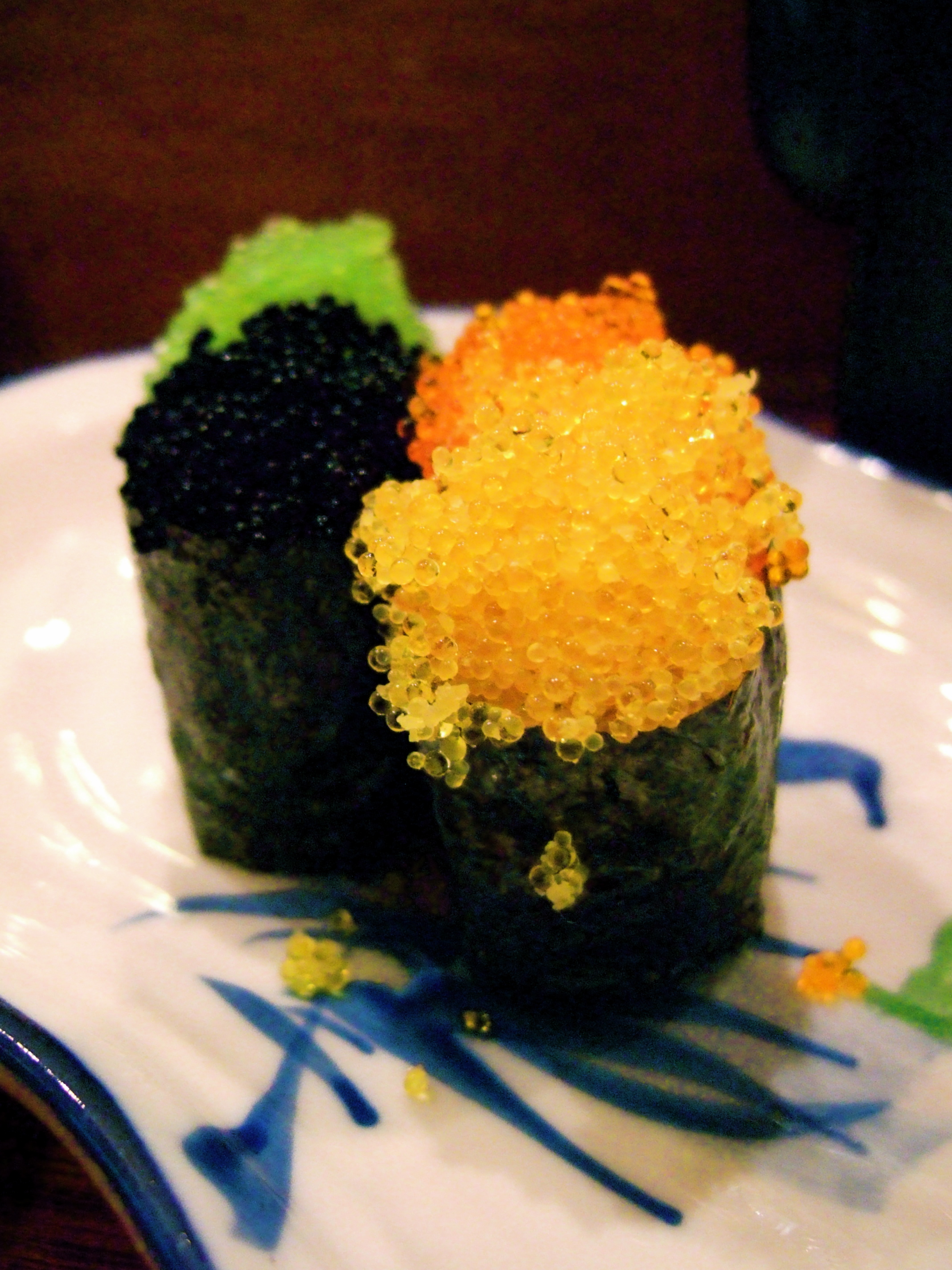
とびこの軍艦巻

軍艦巻、軍艦巻き（ぐんかんまき）は、酢飯を海苔で巻き、その上に寿司種を乗せた寿司。その姿が軍艦に似ていることから名づけられた。イクラ、ウニ、シラウオ、ネギトロ、とびこなど小さく、形の崩れやすい物、和え物を提供できることが特徴。

## 概要
全形の焼き海苔を横方向に均等に三等分した内の1枚を、ネタを乗せた握った寿司飯に巻き付けて作る。
1941年（昭和16年）、東京銀座の寿司店「銀座久兵衛」において、当時の主人・今田寿治が客の注文を受けて考案、それまで、寿司ネタとしてなじみがなかったイクラやウニを、握らずに飯で固定する方法で完成させた。だが、当時の保守的な業界にあっては非難を浴び、NHKのラジオ番組では「ゲテモノみたい」と言われたという。
古い江戸前を語る寿司屋ではイクラを扱わなかったり、ウニを握り寿司にして出したりする店もある。また、軍艦巻という鮨がせいぜい数十分しか形を保っていられないため、出前メニューに限って入れない店もある。
その一方で回転寿司屋では多種多様なものを創作して軍艦巻きにする。例えば、ねぎマグロ、マグロユッケ、カツオユッケ、イカオクラ、トロたくあん（とろたく）、エビのマヨネーズ和え（えびマヨ）、タラ白子、カニ、かにみそとキュウリ、小柱、甘海老、サラダ、ツナサラダ、シーフードサラダ、エビサラダ、納豆、コーン、ハンバーグ、味付け卵などがある。
海外の寿司店、日本料理店ではキャビアを使うところもある。

## ギャラリー

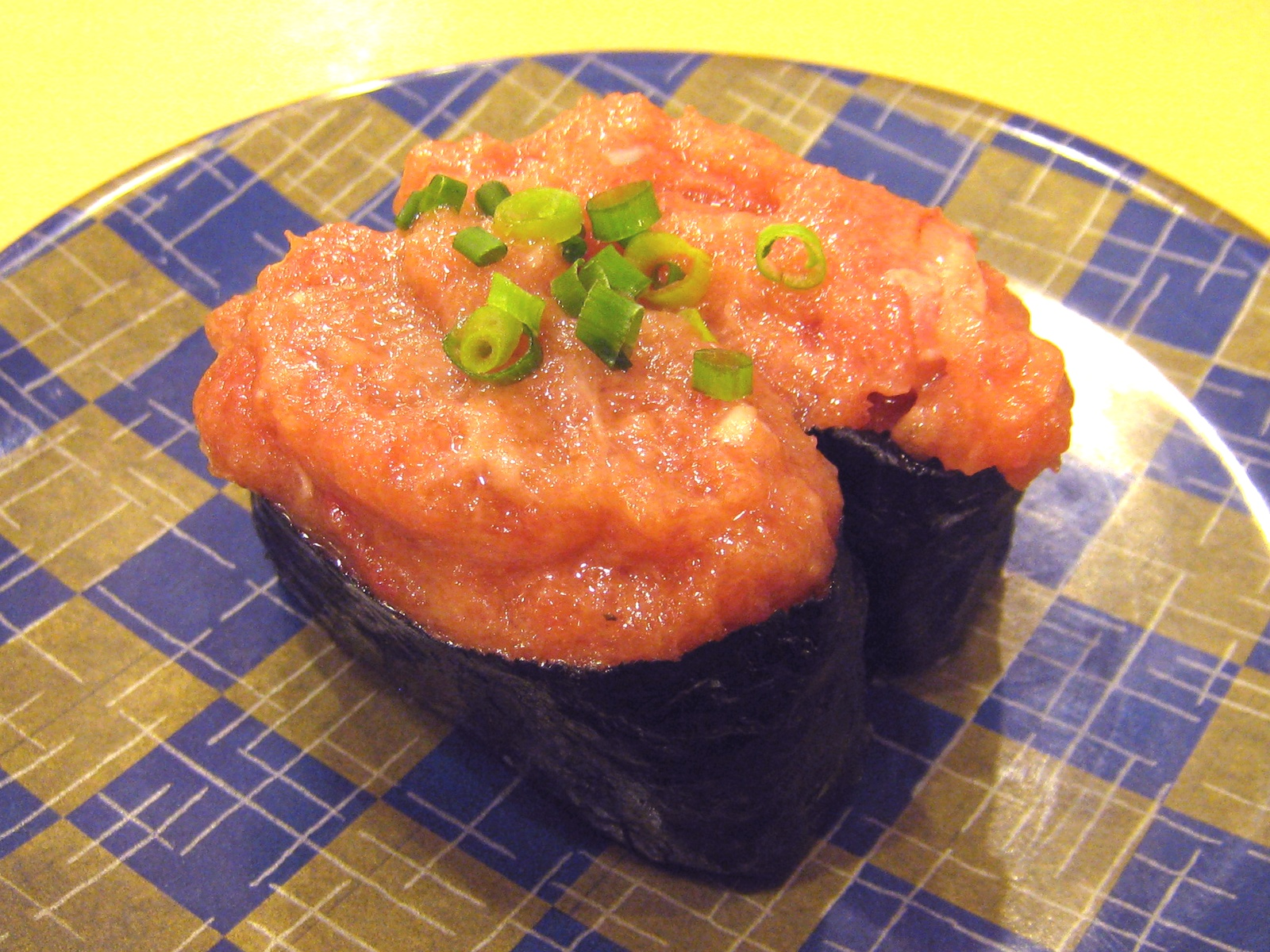
ネギトロ軍艦巻
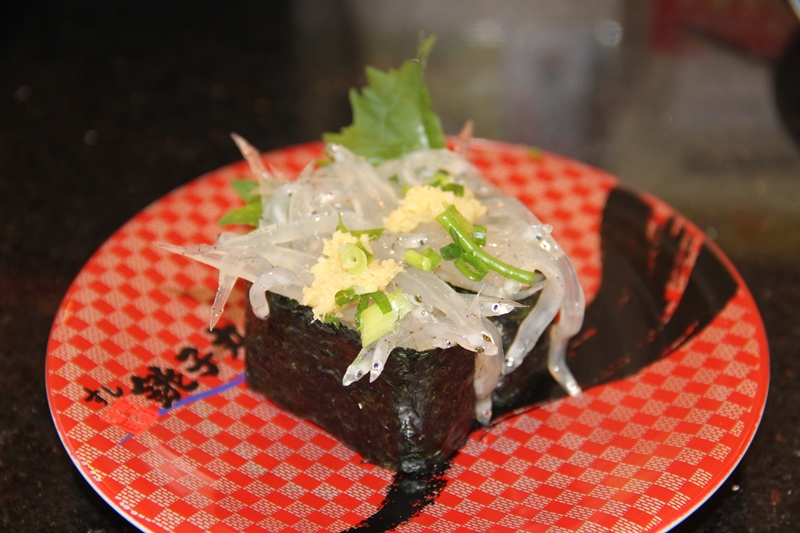
シラウオ軍艦巻
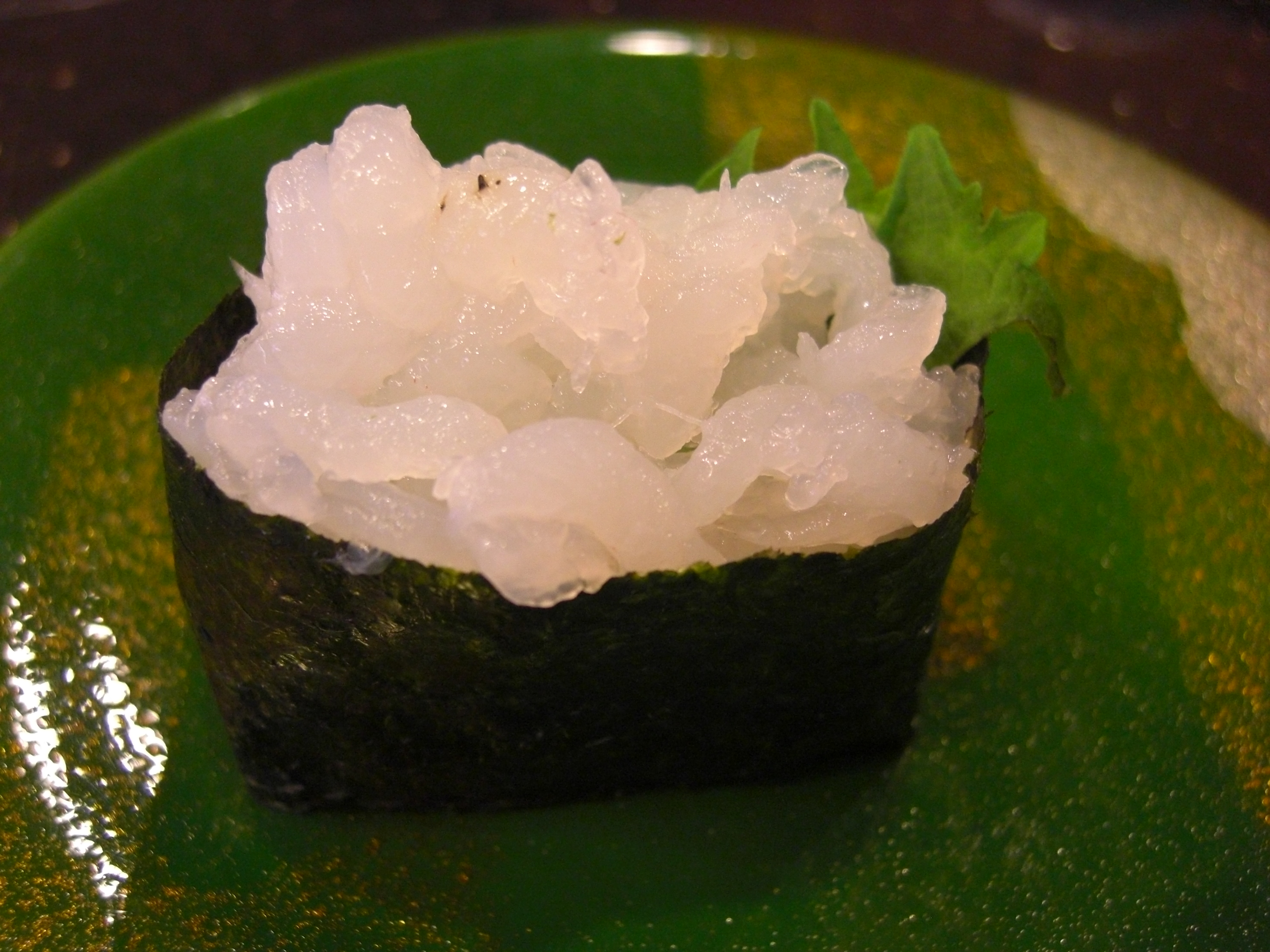
シロエビ軍艦巻
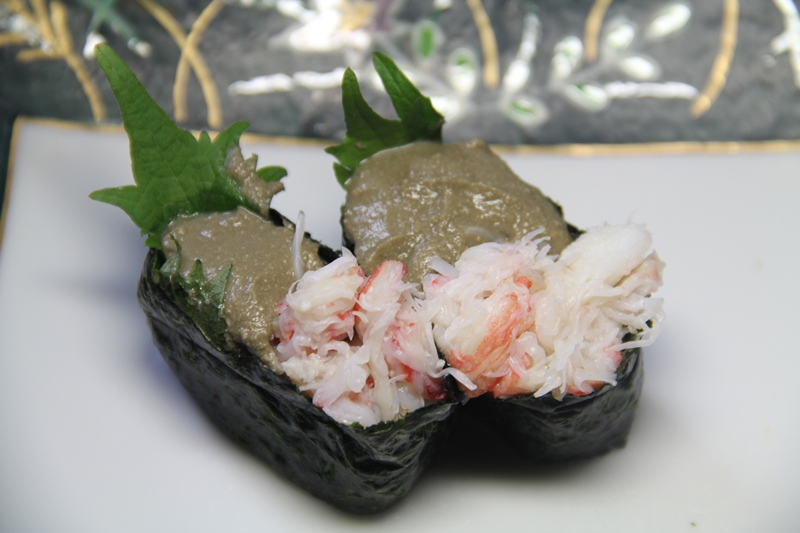
蟹の身と蟹みその軍艦巻
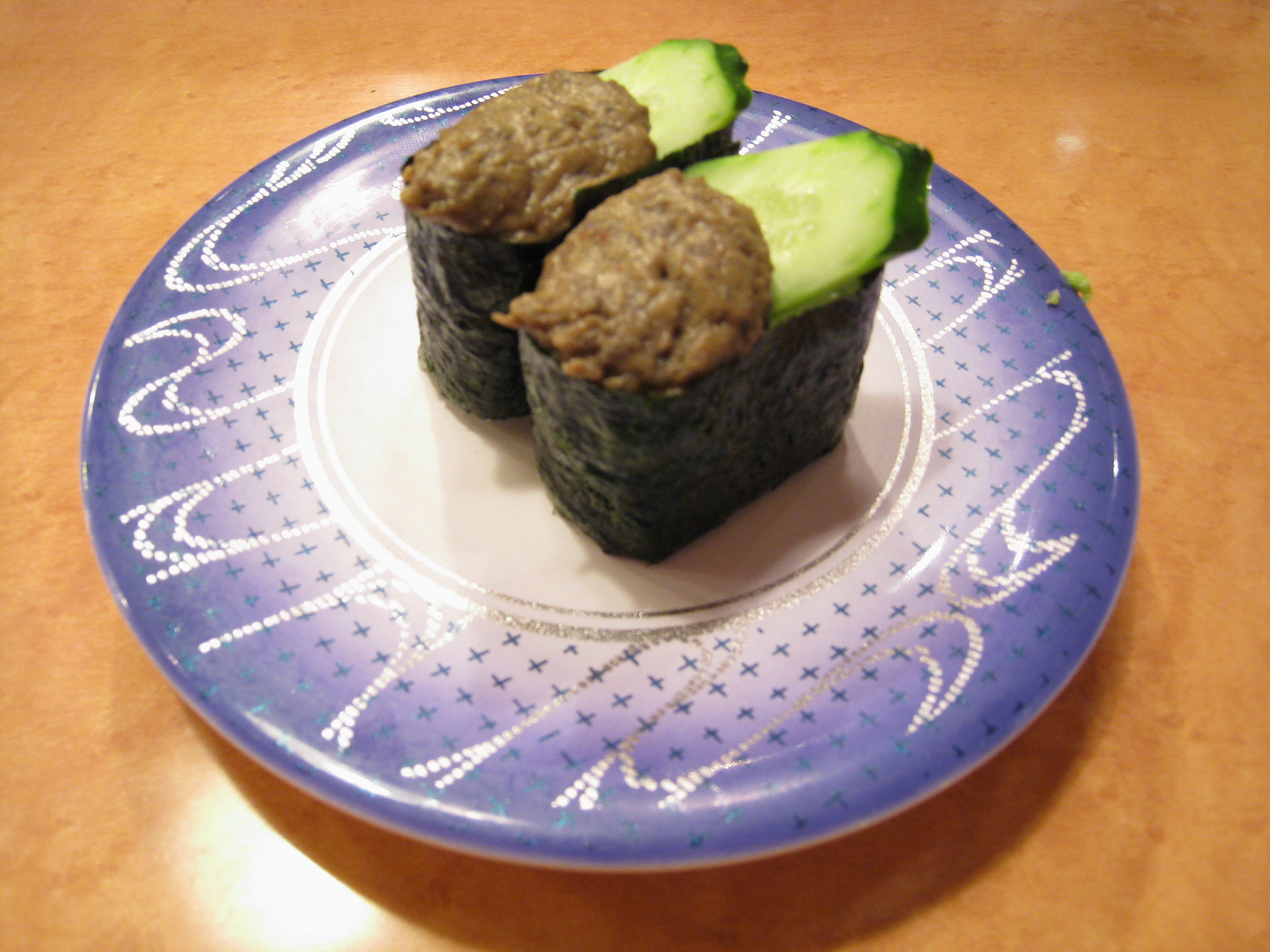
かにみそとキュウリの軍艦巻
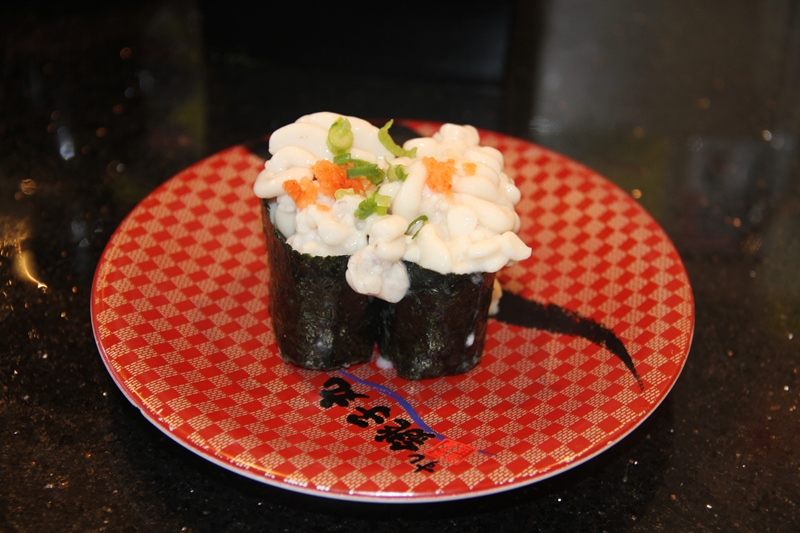
たら白子軍艦巻
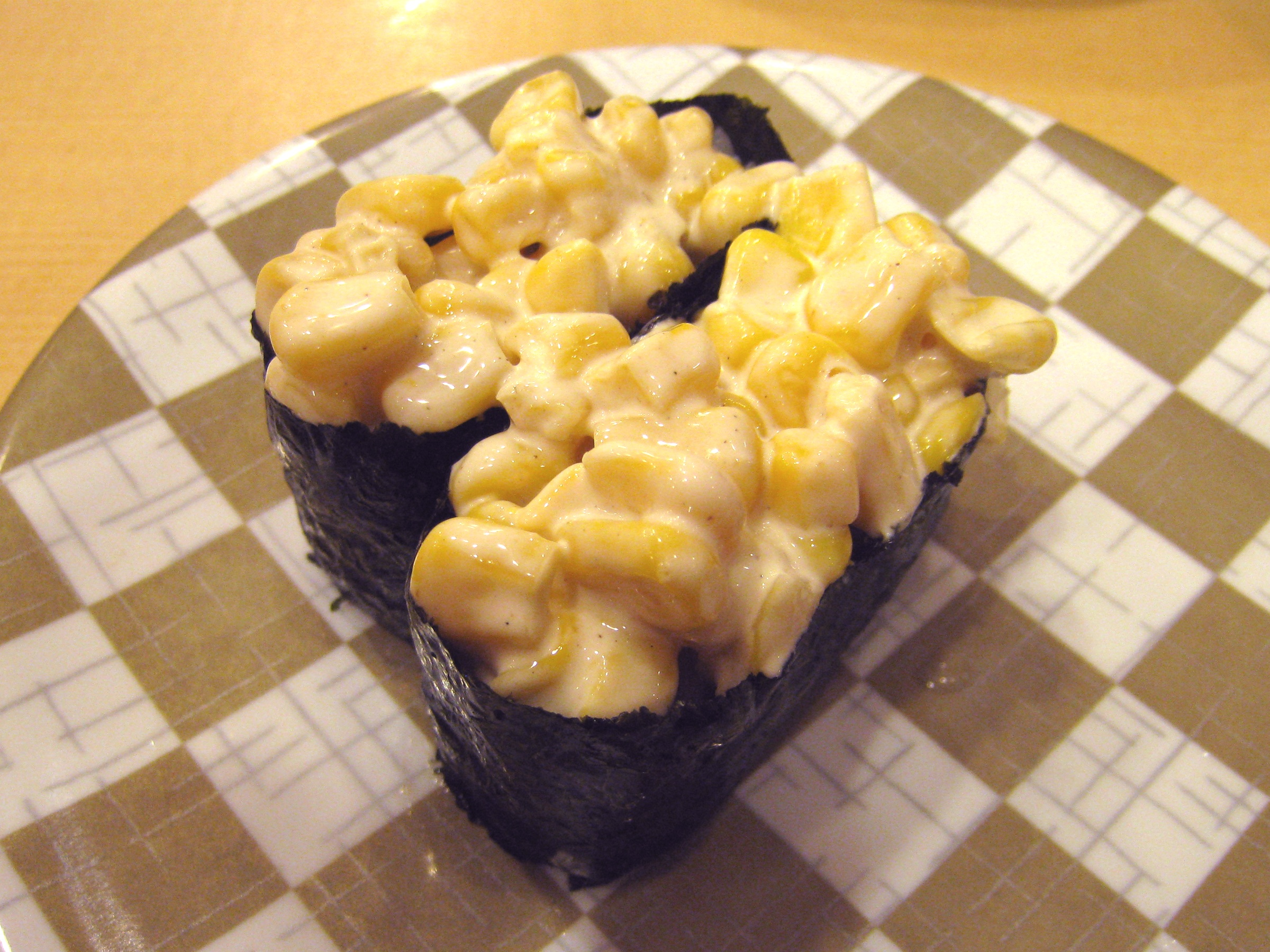
コーン軍艦巻
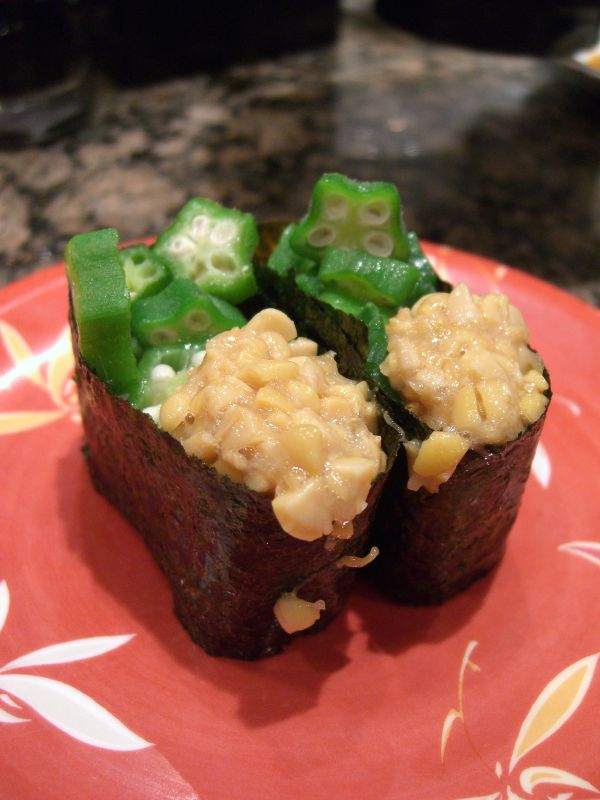
納豆オクラ軍艦巻